# 愛耀子
愛 耀子（あい ようこ、1972年10月27日 - ）は、日本の女優で、宝塚歌劇団卒業生（雪組の娘役）。元宝塚クリエイティブアーツ（現在の梅田芸術劇場）所属。
本名は亀井 亜未（かめい あみ、旧姓：野坂）。東京都杉並区出身、公称身長160cm、血液型O型。出身校は成城学園高等学校、愛称は「あみ」、名取名は西川左如。

## 略歴
- 父・野坂昭如、母・野坂暘子のもと、第2子（二女）として出生する。母は元宝塚娘役で芸名は藍葉子（あい ようこ）、姉の野坂麻央も元星組娘役（芸名は花景美妃、妹の入団以前に退団）であり、両親と姉の影響で幼少の頃から宝塚歌劇に親しんでいた[1]。
- 1984年、三越劇場公演「アルプスの少女ハイジ」の主演ハイジ役で初舞台。
- 1991年、ロート製薬「ロートV40」のCMにて父・野坂昭如と共演。
- 1993年、79期生として宝塚歌劇団に入団。入団時の成績は40人中7番[2]。1993年1月7日[2]に雪組配属。同期生に水夏希（元雪組トップスター）、大鳥れい（元花組トップ娘役）、元月組組長の越乃リュウ、未来優希（元雪組副組長）、秋園美緒、絵莉千晶、立樹遥などがいる。
- 2004年、「宝塚巴里祭2004 Bonjour Paris」未来優希とダブル主演[3]。
- 2006年12月24日[2]、「堕天使の涙／タランテラ!」を最後に宝塚歌劇団を退団[4]。
- 2007年1月に歌舞伎囃子方田中流家元・田中傳左衛門と結婚[5]。夫とは数年来の交流・交際があり、2006年の退団は結婚が最大の理由だったという[5]。
- 2008年5月に男女の双子を出産。

## 宝塚歌劇団時代の主な舞台出演
- 1994年11月、『雪之丞変化』雪太郎（雪之丞役一路真輝の少年時代）
- 1995年1月、『グッバイ・メリーゴーランド』（バウ・東京特別・ドラマシティ）ロージィ
- 1995年11月、『あかねさす紫の花』新人公演：小月（本役：星奈優里）／『マ・ベル・エトワール』
- 1996年4月、『アリスの招待状 -チェシャ猫ホテルへようこそ-」（バウ）ナンシー
- 1996年6月、『エリザベート』新人公演：マダムヴォルフ
- 1997年3月、『仮面のロマネスク』ジル、新人公演：ヴォランジュ夫人（本役：小乙女幸）／『ゴールデン・デイズ』
- 1997年9月、『真夜中のゴースト』新人公演：マーガレット（本役：星奈優里）／『レ・シェルバン』
- 1997年12月、『春櫻賦』新人公演：阿紀（本役：城火呂絵）／『LET'S JAZZ -踊る五線譜-』
- 1998年6月、『心中・恋の大和路』（バウ・東京特別）おまん
- 1998年8月、『浅茅が宿 -秋成幻想-』新人公演：まろや（本役：小乙女幸）／『ラヴィール』
- 1999年4月、『再会』／『ノバ・ボサ・ノバ -盗まれたカルナバル-』新人公演：シスター・マーマ（本役：未沙のえる）
- 1999年6月、『貴城けい エスプリコンサート-Caution!-』貴城けい 相手役
- 1999年9月、『SAY IT AGAIN』（バウ）アン
- 1999年11月、『バッカスと呼ばれた男』マルキーズ、新人公演：フローベル公爵夫人（本役：灯奈美）／『華麗なる千拍子'99』
- 2000年1月、『貴城けいディナーショウ-Caution!-』貴城けい 相手役
- 2000年4月、『ささら笹舟 -明智光秀の光と影-』（バウ）濃姫
- 2000年6月、『宝塚 雪・月・花』／『サンライズ・タカラヅカ』（ベルリン公演）
- 2000年11月、紫吹淳コンサート『ALL ABOUT RIKA』（バウ）
- 2001年2月、『猛き黄金の国 -士魂商才!岩崎彌太郎の青春-』ヒトミ／『パッサージュ -硝子の空の記憶-』
- 2001年4月、『雪組エンカレッジ・コンサート』（バウ）
- 2001年8月、『凱旋門』娼婦A／『パッサージュ -硝子の空の記憶-』（博多座）
- 2001年10月、『愛 燃える -呉王夫差-』緑妃／『Rose Garden』
- 2002年4月、『風と共に去りぬ』（日生劇場）スエレン・オハラ
- 2002年5月、『追憶のバルセロナ』ビアンカ／『ON THE 5th -ヴィレッジからハーレムまで-』
- 2002年10月、『再会』ポーレット／華麗なる千拍子 2002』（全国ツアー）
- 2003年1月、『春麗の淡き光に -朱天童子異聞-』忍／『Joyfull!!』
- 2003年3月、『春ふたたび』かつら／『恋天狗』（バウ）
- 2003年6月、『春麗の淡き光に -朱天童子異聞-』忍／『Joyfull!!』（全国ツアー）
- 2003年8月、『Romance de Paris』アティファ／『レ・コラージュ -音のアラベスク-』
- 2004年1月、『Romance de Paris』アティファ／『レ・コラージュ -音のアラベスク-』（中日劇場）
- 2004年4月、『スサノオ -創国の魁（さきがけ）-』ツシマヒメ／『タカラヅカ・グローリー!』
- 2004年7月、『宝塚巴里祭 Bonjour Paris』未来優希とのW主演（宝塚ホテル、新橋第一ホテル）
- 2004年9月、『花供養』（日生劇場）春野
- 2004年11月、『青い鳥を探して』スーザン／『タカラヅカ・ドリーム・キングダム』エトワール
- 2005年3月、『睡れる月』（ドラマシティ・東京特別公演）六字夜叉
- 2005年5月、『ON the 5th』クラウンUSA
- 2005年6月、『霧のミラノ』ミランダ／『ワンダーランド』
- 2005年11月、『銀の狼』ジャンヌ／『ワンダーランド』
- 2006年2月、『ベルサイユのばら－オスカル編-』オルタンス
- 2006年7月、『ベルサイユのばら－オスカル編-』（全国ツアー）オルタンス
- 2006年9月、『堕天使の涙』カミーユ・ロスタン／『タランテラ!』 退団公演

## 宝塚歌劇団退団後の主な活動

### 舞台
- 2007年4月、『心中・恋の大和路』おたつ（東京芸術劇場、宝塚バウホール）[6]
- 2008年9月、『源氏物語千年紀「須磨・明石 源氏幻想」』紫式部・藤壺・紫の上ほか（新神戸オリエンタル劇場）[7]
- 『レジェンドたちのシャンソン』（ヤマハホール）
  - 2018年5月、「王様の牢屋」、「愛の賛歌」
  - 2019年6月、「愛の歌」、「サンジャンの私の恋人」[8]
- 2018年8月、日亜外交樹立120周年記念公演『タンゴのすべて』（日本青年館）「ビダミーア」[9]

### イベント
- 2024年10月、『2024 るたんフェスティバル』（銀座ブロッサム 中央会館）- プロデュース・構成[10]